# Knowing Me Knowing You
Ne doit pas être confondu avec Knowing Me, Knowing You, une chanson du groupe Abba.
Knowing Me Knowing You est un des morceaux inclus dans l'album 3rd Base du trio sud-africain Jamali. Ici, on mêle le son urban pop au son R&B